# Beschermde stads- en dorpsgezichten in Limburg

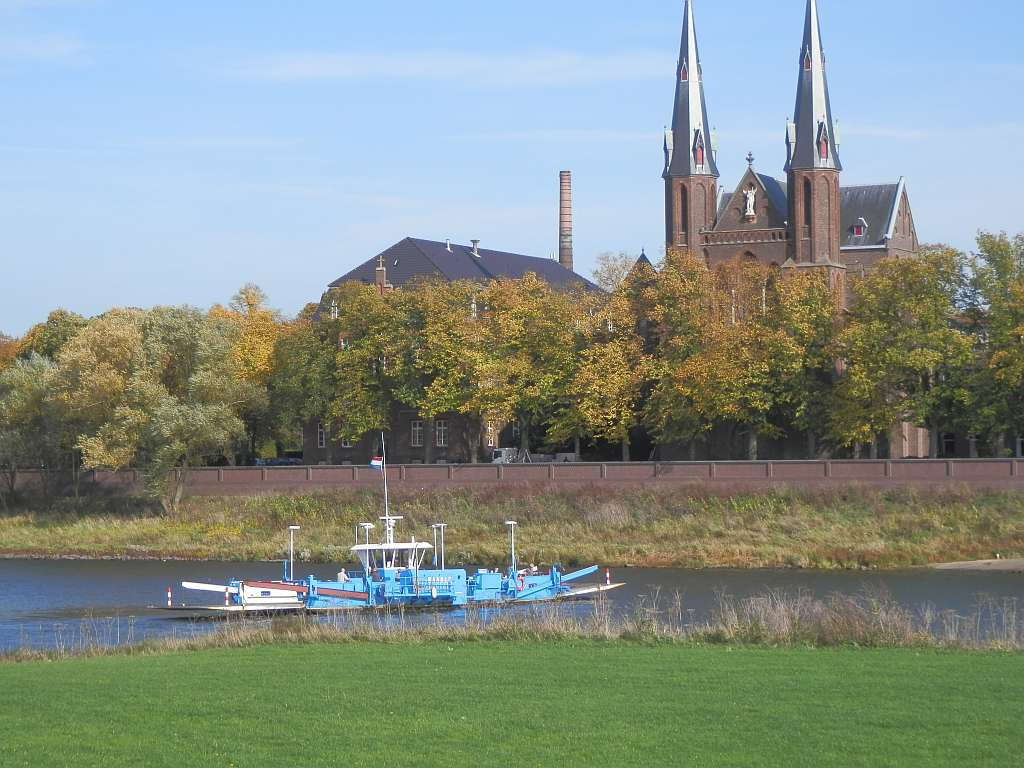
Kloosterdorp Steyl

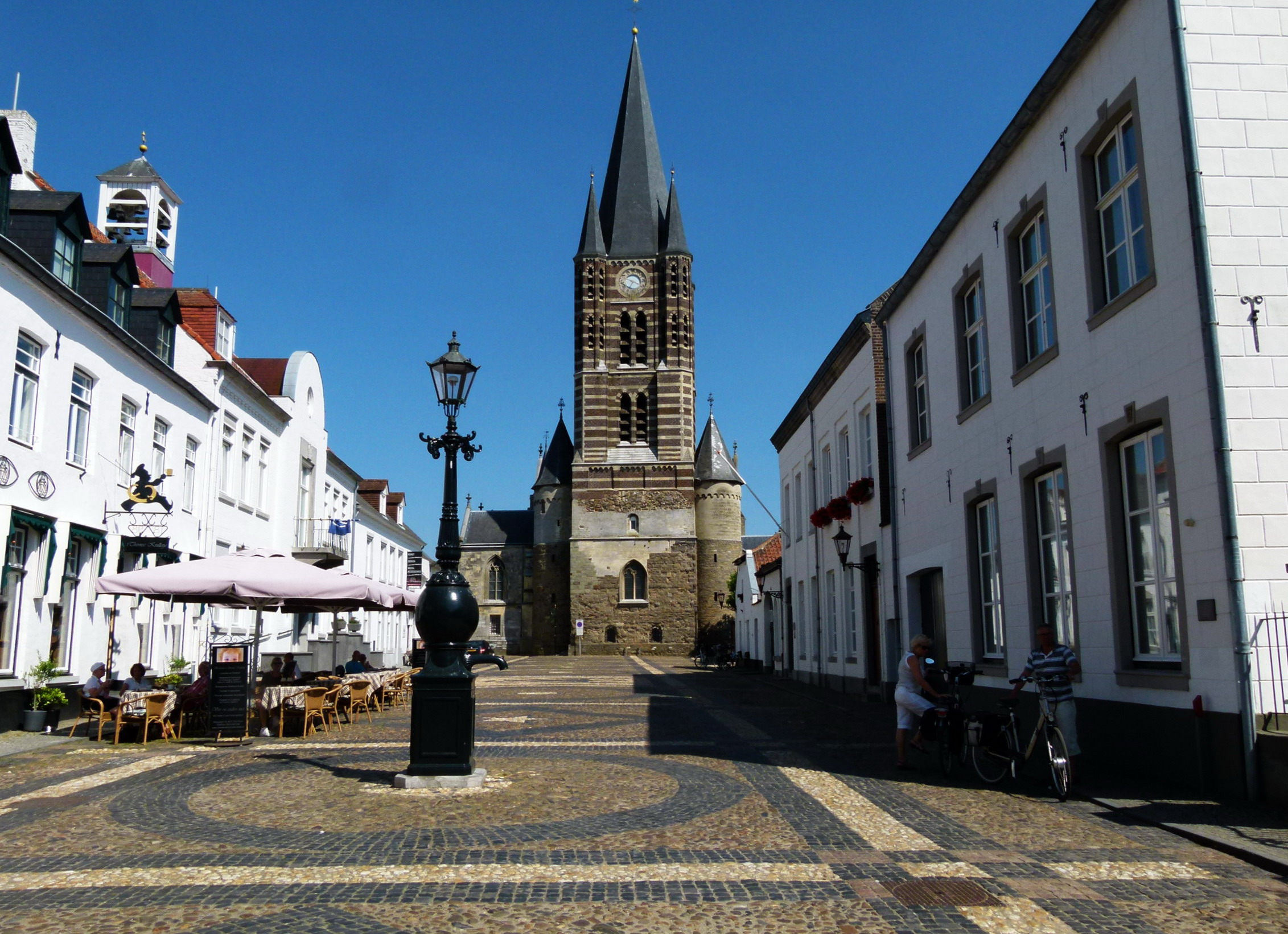
'Witte stadje' Thorn

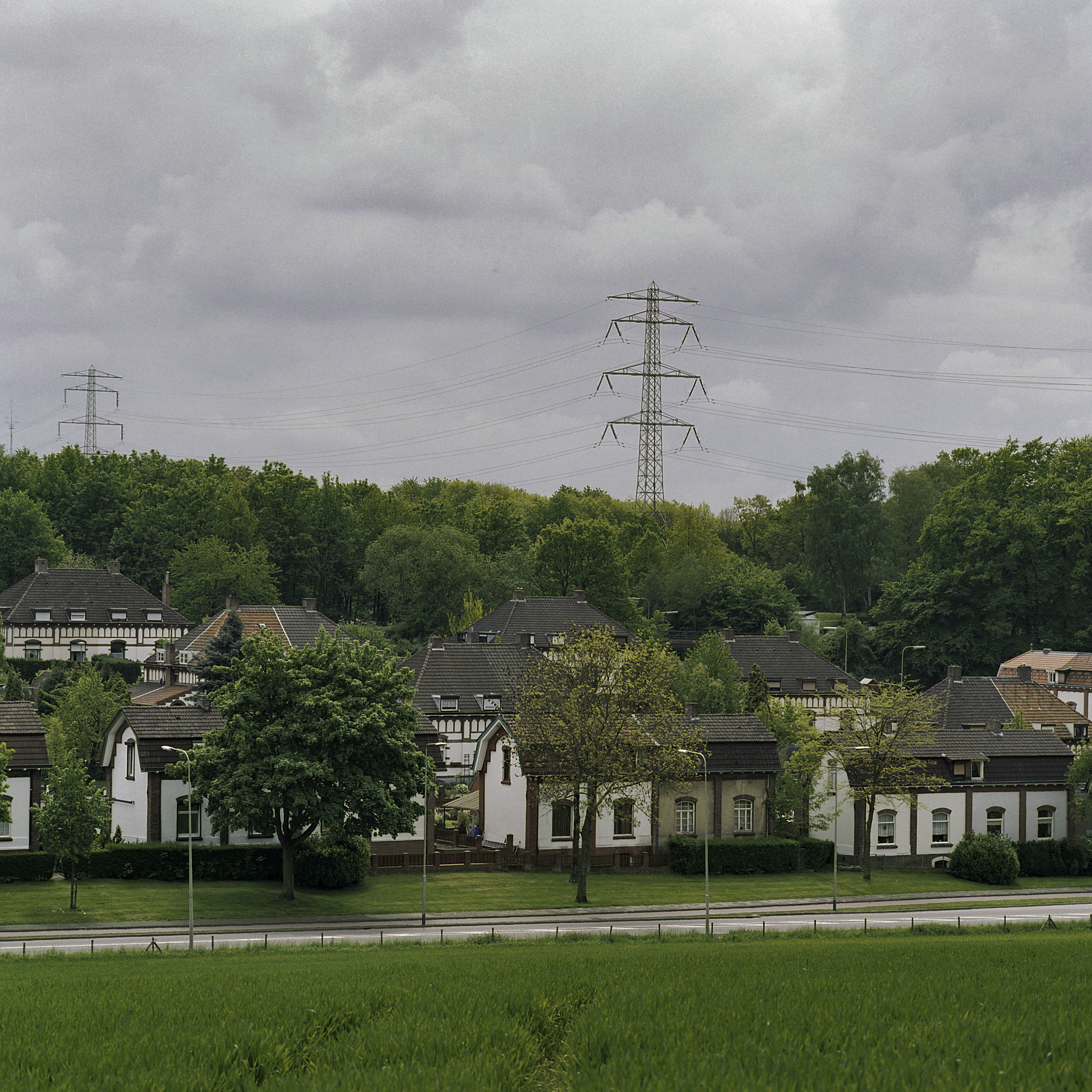
Mijnkolonie Landgraaf-Leenhof

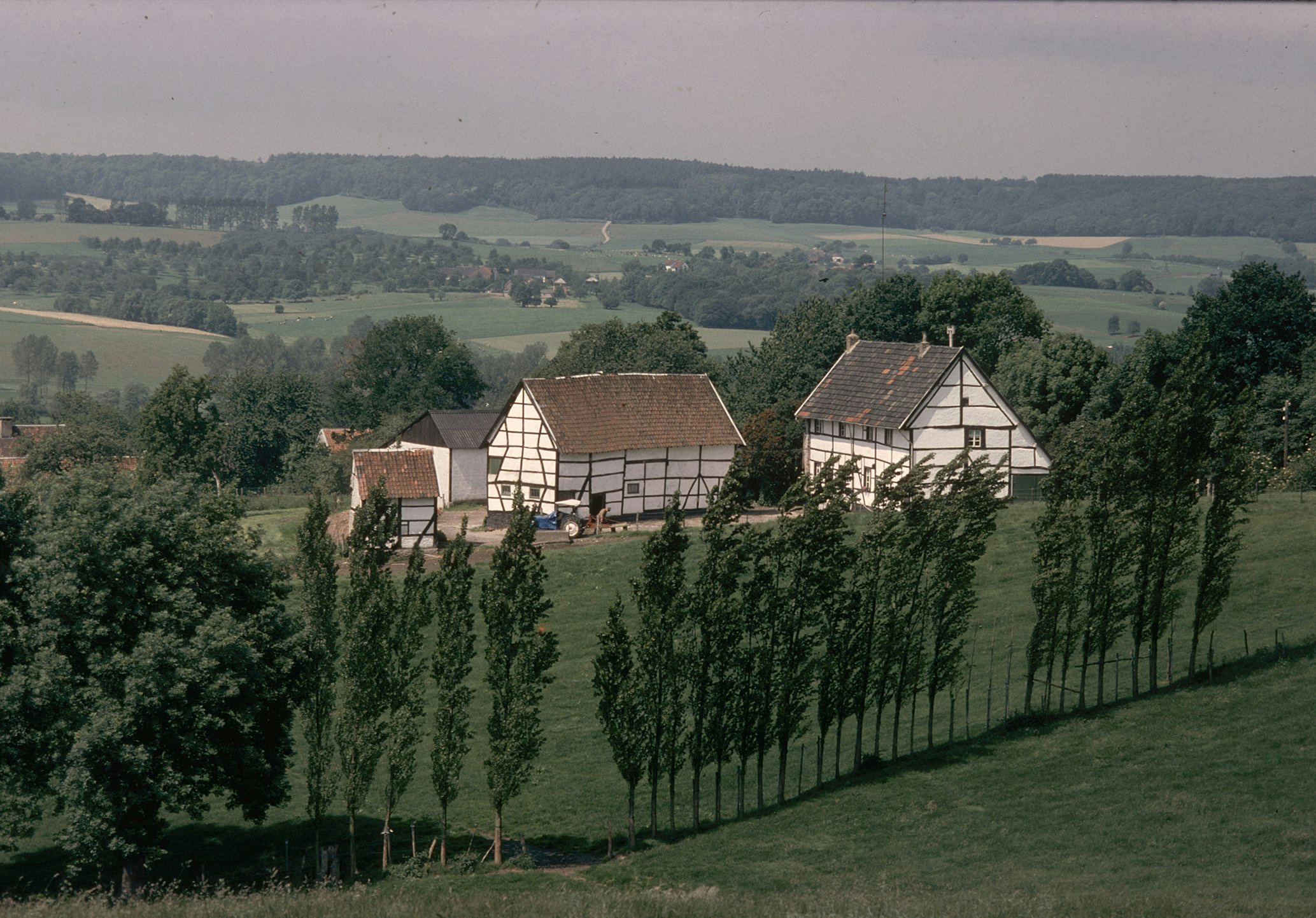
Vakwerkhuizen Camerig-Cottessen

De beschermde stads- en dorpsgezichten in Limburg zijn 42 Nederlands-Limburgse dorpen, delen van dorpen of delen van steden die vanwege hun cultuur-historische waarde zijn aangewezen als beschermd gebied. Binnen deze gebieden gelden bepaalde beperkingen (zie beschermd dorpsgezicht en beschermd stadsgezicht).

## Beschermde stadsgezichten
Rijksbeschermd gezicht Mijnkoloniën Brunssum
Rijksbeschermd gezicht Heerlen - Beersdal
Rijksbeschermd gezicht Heerlen - Eikenderveld
Rijksbeschermd gezicht Heerlen - Maria Christinawijk
Rijksbeschermd gezicht Heerlen - Molenberg
Rijksbeschermd gezicht Heerlen - Tempsplein e.o.
Rijksbeschermd gezicht Heerlen-Landgraaf - Leenhof-Schaesberg
Rijksbeschermd gezicht Landgraaf - Lauradorp
Rijksbeschermd gezicht Maastricht
Rijksbeschermd gezicht Maastricht Uitbreiding
Rijksbeschermd gezicht Roermond
Rijksbeschermd gezicht Sittard
Rijksbeschermd gezicht Thorn
Rijksbeschermd gezicht Valkenburg

## Beschermde dorpsgezichten
Rijksbeschermd gezicht Amstenrade
Rijksbeschermd gezicht Amstenrade Uitbreiding
Rijksbeschermd gezicht Asselt
Rijksbeschermd gezicht Camerig-Cottessen
Rijksbeschermd gezicht Eijsden
Rijksbeschermd gezicht Elsloo
Rijksbeschermd gezicht Gasthuis
Rijksbeschermd gezicht Helle
Rijksbeschermd gezicht Lemiers
Rijksbeschermd gezicht Mamelis
Rijksbeschermd gezicht Noorbeek / De Wesch
Rijksbeschermd gezicht Oud Valkenburg
Rijksbeschermd gezicht Plaat - Diependal
Rijksbeschermd gezicht Raren
Rijksbeschermd gezicht Rimburg
Rijksbeschermd gezicht Ronkenstein
Rijksbeschermd gezicht Schweiberg / Höfke
Rijksbeschermd gezicht Sint Gerlach
Rijksbeschermd gezicht Sint-Geertruid, Moerslag en Bruisterbosch
Rijksbeschermd gezicht Stevensweert
Rijksbeschermd gezicht Steyl
Rijksbeschermd gezicht Terstraten
Rijksbeschermd gezicht Terziet / Kuttingen
Rijksbeschermd gezicht Urmond
Rijksbeschermd gezicht Vaals
Rijksbeschermd gezicht Vaals Uitbreiding
Rijksbeschermd gezicht Wessem
Rijksbeschermd gezicht Winthagen